# 경무관

경무관의 계급장

경무관(警務官, Superintendent General)은 대한민국 경찰공무원 중에서 70여명 정도가 존재한다.
총경의 위, 치안감의 아래로, 고위급 간부(경찰 수뇌부)에 속한다.
고위공무원단 나급인 3급 공무원(부이사관)에 상당하며, 소방공무원의 소방준감, 국군의 준장(여단장)하고 동급이다.
6년 안에 치안감으로 승진하지 못하면 계급정년에 걸려 퇴직해야 한다.
군인에게 장군(준장~대장)은 하늘하고 같은 존재인 것처럼 경찰 조직에서도 거의 극소수에 한해서만 승진이 가능한 탓에, 승진 경쟁이 매우 치열한 편이며 총경의 십중팔구는 거의 계급 정년에 걸려 퇴직하고 있는 실정이며, 운이 좋아야 올라갈 수 있는 고위직dl이다.
본 계급으로 승진하기 위해서는 순경·경장으로 각각 1년 이상, 경사·경위로 각각 2년 이상, 경감·경정으로 각각 3년 이상, 총경으로 4년 이상 재직해야 승진 자격이 주어졌는데, 2024년 경찰인사제도가 개선되어 순경~경위까지 1년, 경감 · 경정 각각 2년, 총경 3년으로 기준이 완화되었다.

## 보직
| - 경찰청 대변인, 감사관, 수사기획관, 정보심의관 - 경찰청 정보화장비정책관 - 경찰대학 교수부장, 학생지도부장 - 치안정책연구소장 - 경찰수사연수원장 - 세종특별자치시경찰청장 - 제주특별자치도경찰청 차장 - 각 시•도경찰청 부장(세종, 제주 제외) - 서울경찰청 기동본부장 - 인천 국제공항 경찰단장 | - 서울 송파, 강서 - 인천 남동 - 수원 남부 - 성남 분당 - 부천 원미 - 강원 원주 - 천안 서북 - 경북 구미 - 청주 흥덕 - 광주 광산 - 전주 완산 - 부산 해운대 - 대구 성서 - 창원 중부 | - 동해, 제주 지방 해경청장 - 서해, 남해 지방 해경 안전총괄부장 | - 제주자치경찰단장 |

### 자치경무관

제주자치경무관의 계급장

## 계급정년
- 6년 안에 치안감으로 승진하지 못하면 퇴직해야 한다.

## 같이 보기
- 대한민국 경찰공무원의 계급 목록